# 山崎藩
山崎藩（やまさきはん）は、播磨国宍粟郡周辺を知行した藩。藩庁として山崎（現在の兵庫県宍粟市山崎町）に山崎陣屋が置かれた。宍粟藩（しそうはん）とも呼ばれる。

## 略史
山崎藩は、姫路藩初代藩主池田輝政の四男輝澄を藩祖とする。慶長20年（1615年）5月、輝澄の同母兄で岡山藩主の池田忠継が早世すると、忠継が相続していた母良正院の遺領分10万石のうち播磨国宍粟郡3万8千石を分与されて鹿沢（山崎）に陣屋を構え立藩した。寛永8年（1631年）には赤穂に転封となった弟輝興の所領3万石を加増された。しかし、これにより新規に召し抱えた家臣団の中から抜擢された家老小河四郎右衛門と譜代の家老伊木伊織との対立が表面化、寛永17年（1640年）にお家騒動に発展した（池田騒動）。姻戚の林田藩主建部政長が調停にあたったが失敗し、伊木派の藩士が多数脱藩した。幕府の裁定により伊木伊織以下20名が切腹、輝澄は改易され、甥の鳥取藩主池田光仲預かりとなった。輝澄は徳川家康の外孫ということもあって、鳥取藩内の鹿野において堪忍料1万石を与えられた。のちに輝澄の子政直は寛文2年（1662年）播磨国福本藩に1万石を与えられ、大名に復帰した。
寛永17年（1640年）、改易された池田輝澄に代わって和泉国岸和田藩より松平康映が5万石で入部するものの、慶安2年（1649年）には石見国浜田藩へ転封となり、その後はいったん公儀御料となった。
しかし、3か月後には備前国児島藩より池田恒元が3万石で入部。その後3代恒行が延宝6年（1678年）に夭折、末期養子もなかったため改易となった。
翌延宝7年（1679年）、大和国郡山藩より本多忠英が1万石で入部し、以後本多氏が明治維新までこの地を治めた。忠英の長男忠良は、本家筋にあたる越後国村上藩主本多忠孝が子をなさずに早世すると急養子としてこれを相続したため、次男の忠方が2代藩主となったが、忠方は早世したため三男の忠辰がこれを継いだ。
8代忠鄰は藩校「思斎館」を開き、藩財政再建にも尽力した。しかし幕末に第一次長州征伐に出兵して以後は藩財政が傾き、このため第二次長州征伐や鳥羽・伏見の戦いには戦費不足から出兵できないという事態に陥った。
明治4年（1871年）廃藩置県により山崎県となった。その後、姫路県・飾磨県を経て兵庫県に編入された。
藩主家は明治2年の版籍奉還とともに華族に列し、明治17年（1884年）の華族令で子爵となった。

## 歴代藩主

### 池田家
外様　3万8千石→6万8千石　（1615年 - 1640年）
1. 輝澄

### 松平〔松井〕家
譜代　5万石　（1640年 - 1649年）
1. 康映

### 池田家
外様　3万石　（1649年 - 1678年）
1. 恒元
2. 政周
3. 恒行

### 本多家
譜代　1万石　（1679年 - 1871年）
1. 忠英
2. 忠方
3. 忠辰
4. 忠堯
5. 忠可
6. 忠居
7. 忠敬
8. 忠鄰
9. 忠明

## 幕末の領地
- 播磨国
  - 宍粟郡のうち - 35村

## 児島藩
児島藩（こしまはん）は、江戸時代前期に備前国（岡山県）に存在した藩で、岡山藩の支藩。慶安元年（1648年）姫路藩2代藩主池田利隆の次男（岡山藩主池田光政の弟）恒元が児島郡に2万石を与えられ立藩したが、慶安2年（1649年）播磨国山崎藩に転封となったため廃藩となり、領地は岡山藩に帰属した。